# Amor (película de 1940)
Amor  es una película de Argentina en blanco y negro dirigida por Luis Bayón Herrera según su propio guion sobre la obra de Oduvaldo Vianna que se estrenó el 22 de octubre de 1940 y que tuvo como protagonistas a Severo Fernández, Regina Laval, Aída Luz, Pepita Muñoz, Pepita Serrador y Adolfo Stray.
En la película se escuchan temas musicales de Edgardo Donato, José Gagliardi y Alberto Soifer. Carlos Schlieper participó en el encuadre del filme.

## Sinopsis
Una mujer destroza su vida, su matrimonio y su esposo debido a sus celos obsesivos.

## Reparto
- Salvador Arcella
- Severo Fernández
- Regina Laval
- Aída Luz
- Mirtha Montchel
- Pepita Muñoz
- Ernesto Raquén
- Pepita Serrador
- Adolfo Stray
- Iris Tortorelli
- Oscar Nelson
- Mirtha Montchel
- Doris Hernando
- Lita Valeno
- Mary Encinas
- Lolita Mom
- Margarita Orellano
- Dora Sires
- Marta Campos
- Nené Campbell

## Comentarios
Calki señaló en El Mundo que “Lo que en teatro se tildó de cinematográfico…en cine resulta paradójicamente teatral…El cine, olvidado, pierde una posibilidad”, Roland consideró que era “Una comedia bien urdida y de excelente reparto” en tanto Manrupe y Portela opinan que es una “Comedia de asunto ingenioso y tratamiento teatral, pero entretenido”.